# Самарин, Александр Иванович
Александр Иванович Самарин (1746—1816) — генерал-лейтенант, герой штурма Анапы в 1791 году.

## Биография
Родился в 1746 году. В военную службу вступил в 1761 году в армейскую пехоту.
Значительную часть службы провёл на Кавказе, принимал участие в походах против горцев и в русско-турецкой войне 1787—1792 годов. За отличие был произведён в полковники Нижегородского пехотного полка. 19 февраля 1792 года Самарин за взятие штурмом крепости Анапы 22 июня 1791 года был награждён орденом св. Георгия 4-й степени (№ 454 по кавалерскому списку Судравского и № 880 по списку Григоровича — Степанова), в рескрипте было сказано
Командовавший четвертою штурмовою колонною, первый взошел с своею колонною на вал и находился в самом сильном огне до окончания штурма; овладел несколькими батареями, оказывая повсюду отличную храбрость и неустрашимость.
В 1795 году Самарин получил чин бригадира и 27 января 1797 года — генерал-майора. С начала 1797 года был шефом Нижегородского мушкетёрского полка, 17 сентября 1798 года произведён в генерал-лейтенанты и 1 октября 1799 года вышел в отставку.
Скончался 8 июля 1816 года в Гороховце, похоронен на кладбище Николаевского монастыря.